# Niggaz4Life
Niggaz4Life (även känt som Efil4Zaggin) är det andra och sista studioalbumet av den amerikanska hiphopgruppen N.W.A, utgivet den 28 maj 1991. Albumet är gruppens sista, då gruppen löstes upp efter att Dr. Dre och låtskrivaren The D.O.C. lämnade för att grunda Death Row Records. På albumet finns fyra av de fem originalmedlemmarna då Ice Cube lämnat gruppen 1989 över finansiella problem med managern Jerry Heller. Albumet debuterade på plats #2 på Billboard 200-listan, men andra veckan toppade albumet på plats #1.
År 1992 kom en dokumentärfilm kallad Niggaz4Life: The Only Home Video av gruppen om skapandet av albumet och dess tre musikvideor, "Alwayz into Somethin'", "Appetite for Destruction" och "Approach to Danger".
År 2002 gavs en nyutgåva i två format ut, en där EP:n 100 Miles and Runnin's låtlista fanns i slutet av den ursprungliga listan, och en där en DVD-kopia av Niggaz4Life: The Only Home Video fanns.
I jämförelse med de tidigare albumen av gruppen var albumet tyngre misogyni, från vilket det blev ökänt. På den första halvan av albumet finns mer sexitiskta referenser, mer svordomar och olika referenser till olika sexuella handlingar.

## Låtlista
- Alla låtar producerades av Dr. Dre och DJ Yella.[2]

| Nr           | Titel                               | Text                                | Sång                    | Längd   |
| ------------ | ----------------------------------- | ----------------------------------- | ----------------------- | ------- |
| 1.           | "Prelude"                           | L. Patterson                        | MC Ren, Above The Law   | 2:27    |
| 2.           | "Real Niggaz Don't Die"             | L. Patterson, T. Curry              | MC Ren, Dr. Dre, Eazy-E | 3:40    |
| 3.           | "Niggaz 4 Life"                     | L. Patterson, T. Curry              | MC Ren, Dr. Dre, Eazy-E | 4:58    |
| 4.           | "Protest" (Interlude)               |                                     |                         | 0:53    |
| 5.           | "Appetite for Destruction"          | L. Patterson, T. Curry, J. Long Jr. | MC Ren, Dr. Dre, Eazy-E | 3:22    |
| 6.           | "Don't Drink That Wine" (Interlude) |                                     |                         | 1:07    |
| 7.           | "Alwayz into Somethin'"             | L. Patterson, T. Curry              | MC Ren, Dr. Dre         | 4:24    |
| 8.           | "Message to B.A." (Interlude)       |                                     |                         | 0:48    |
| 9.           | "Real Niggaz"                       | L. Patterson, T. Curry              | MC Ren, Dr. Dre, Eazy-E | 4:27    |
| 10.          | "To Kill a Hooker" (Interlude)      |                                     |                         | 0:50    |
| 11.          | "One Less Bitch"                    | L. Patterson, T. Curry              | MC Ren, Dr. Dre         | 4:47    |
| 12.          | "Findum, Fuckum & Flee"             | L. Patterson, T. Curry, CPO         | MC Ren, Dr. Dre, Eazy-E | 3:55    |
| 13.          | "Automobile"                        | E. Wright                           | MC Ren, Dr. Dre         | 3:15    |
| 14.          | "She Swallowed It"                  | L. Patterson                        | MC Ren                  | 4:13    |
| 15.          | "I'd Rather Fuck You"               | E. Wright                           | Eazy-E                  | 3:57    |
| 16.          | "Approach to Danger"                | L. Patterson, E. Wright             | MC Ren, Dr. Dre, Eazy-E | 2:45    |
| 17.          | "1-900-2-Compton" (Interlude)       |                                     |                         | 1:27    |
| 18.          | "The Dayz Of Wayback"               | L. Patterson, T. Curry              | MC Ren, Dr. Dre         | 4:15    |
| Total längd: | Total längd:                        | Total längd:                        | Total längd:            | 1:00:16 |

### Bonusspår

#### 2002
| 19. | "100 Miles and Runnin'" | L. Patterson, T. Curry, G. Hutchinson | MC Ren, Dr. Dre, Eazy-E | 4:32 |
| 20. | "Just Don't Bite It"    | L. Patterson                          | MC Ren                  | 5:28 |
| 21. | "Sa Prize (Part 2)"     | L. Patterson                          | MC Ren, Dr. Dre, Eazy-E | 5:59 |
| 22. | "Kamurshol"             | L. Patterson                          | MC Ren, Dr. Dre, Eazy-E | 1:56 |

## Samplingar
På Straight Outta Compton finns, som på det tidigare studioalbumet Straight Outta Compton och många andra album producerade av Dr. Dre, många samplingar från olika artister, vanligtvis från funk-, soul- och R&B-musiker, men även från rock- och punkmusiken. Detta är en lista över samplingar på albumet.
| - "Prelude" - "Hyperbolicsyllabicsesquedalymistic" av Isaac Hayes - "The Breakdown (Part II)" av Rufus Thomas - "Real Niggaz Don't Die" - "UFO" av ESG - "Different Strokes" av Syl Johnson - "Die Nigger!!!" av The Last Poets - "Rise Above" av Black Flag - "Long Red" av Mountain - "I Just Want to Celebrate" av Rare Earth - "Synthetic Substitution" av Melvin Bliss - "Hook and Sling" av Eddie Bo - "Big Beat" av Billy Squier - "Triple Threat" av Z-3 MC's - "Niggaz 4 Life" - "Die Nigger!!!" av The Last Poets - "Sir Nose d'Voidoffunk (Pay Attention - B3M)" av Parliament - "Flash Light" av Parliament - "N.T." av Kool & the Gang - "(Don't Worry) If There's a Hell Below, We're All Going to Go" av Curtis Mayfield - "Niggers Are Scared of a Revolution" av The Last Poets - "Cissy Strut" av The Meters - "Fool Yourself" av Little Feat - "Appetite for Destruction" - "Think (About It)" av Lyn Collins - "Funky Stuff" av Kool & the Gang - "Get Me Back on Time, Engine No. 9" av Wilson Pickett - "Niggers vs. the Police" av Richard Pryor - "Don't Drink That Wine" - "I've Been Watching You (Move Your Sexy Body)" av Parliament - "If It Ain't Ruff" av N.W.A - "Alwayz into Somethin" - "Stone to the Bone" av James Brown - "Storm King" av Bob James - "Sneakin' in the Back" av Tom Scott and The L.A. Express - "Remember" av Jimi Hendrix - "Synthetic Substitution" av Melvin Bliss - "Just Wanna Make A Dream Come True" av Mass Production - "Message to B.A." - "Prelude" av N.W.A | - "Real Niggaz" - "Give it Up" av Kool & the Gang - "Got to Be Real" av Cheryl Lynn - "Gashman" av The Last Poets - "The Lovomaniacs" av Boobie Knight & the Universal Lady - "To Kill a Hooker" - "Can't Stay Away" av Bootsy Collins - "One Less Bitch" - "Zimba Ku" av Black Heat - "Funkin' 4 Jamaica" av Tom Browne - "I'm Gonna Love You Just a Little More, Babe" av Barry White - "Findum, Fuckum & Flee" - "Rapper's Delight" av The Sugarhill Gang - "The Breakdown, Pt. 1" av Rufus Thomas - "Automobile" - "My Automobile" av Parliament - "She Swallowed It" - "Cardova" av The Meters - "I'm Gonna Love You Just a Little More, Babe" av Barry White - "That Girl is a Slut" av Just-Ice - "Slack Jawed Leroy" av Skillet & Leroy med LaWanda Page - "I'd Rather Fuck You" - "I'd Rather Be with You" av Bootsy Collins - "Approach to Danger" - "AJ Scratch" av Kurtis Blow - "Get up & Get Down" av The Dramatics - "Get Me Back on Time, Engine No. 9" av Wilson Pickett - "God Made Me Funky" av The Headhunters - "Scorpio" av Lalo Schifrin - "This Is It" av Jimmy Spicer - "1-900-2-Compton" - "P. Funk (Wants to Get Funked Up)" av Parliament - "The Dayz of Wayback" - "Troglodyte" av Jimmy Castor - "Impreach the President" av The Honey Drippers - "Players Balling (Players Doin' Their Own Thing)" av Ohio Players - "On the Ill Tip" av LL Cool J - "Surprises" av The Last Poets |

## Medverkande
- MC Ren – sång
- Eazy-E – sång (även exekutiv producent)
- Dr. Dre – sång, producent
- DJ Yella – producent, sång

### Övriga medverkande
- The D.O.C. – sång
- Big Bass Brian – mastering[5]
- Donovan the Dirt Biker – inspelningstekniker[5]
- Mike Sims – basgitarr, gitarr[5]
- Colin Wolfe – basgitarr[5]
- Peter Dokus – fotografi[5]
- Kevin Hosmann – reklamformgivare[5]
- Madeline Smith – publicering[5]
- Jerry Heller – management

## Topplistor
| Billboard 200                                     | 1 |
| US R&B                                            | 1 |
| "—" betecknar ett release som inte fick en plats. |   |

| 1991                                              | "Alwayz into Somethin'"    | — | 37 | 1 |
| 1991                                              | "Appetite for Destruction" | — | 45 | 2 |
| "—" betecknar ett release som inte fick en plats. |                            |   |    |   |

## Certifikat
| Land eller världsdel     | Certifikat |
| ------------------------ | ---------- |
| USA (RIAA)[källa behövs] | Platina    |